# آشاغی سید احمدلی
آشاغی سید احمدلی (ترکی آذربایجانی: Aşağı Seyidəhmədli) یک منطقهٔ مسکونی در جمهوری آرتساخ است که در استان هادروت واقع شده‌است.